# Latva-Vetka
Latva-Vetka (en carélien : Ladva-Vetka, en finnois : Latva-Vetka, en russe : Ла́два-Ве́тка, Ladva-Vetka) est une municipalité rurale du raïon des rives de l'Onega en république de Carélie.

## Géographie
Latva-Vetka est situé au bord de la rivière Ivinkajoki à 68 kilometres au sud de Petroskoi.
La municipalité de Latva-Vetka a une superficie de 707,61 km2.
Latva-Vetka est bordée au nord par Uusi-Vilka et  Uusikylä du raïon des rives de l'Onega, à l'est par Latvija, au sud par Pai et à l'ouest par le raïon de Priaja.
Latva-Vetka est traversé par les rivières Tarsalanjoki (ven. Taržepolka), Iivinänjoki (Ivinka), Kairekjoki (Bolšoi Kjai), Maarenjoki (Marina) ja Säpsäjoki (Šapša).

## Démographie
Recensements (*) ou estimations de la population
| 1959  | 1979  | 1989  | 2009  |
| ----- | ----- | ----- | ----- |
| 4 006 | 1 730 | 1 720 | 1 200 |

| 2013 | - | - | - |
| ---- | - | - | - |
| 894  | - | - | - |